# Grayenulla nova
Grayenulla nova là một loài nhện trong họ Salticidae.
Loài này thuộc chi Grayenulla. Grayenulla nova được Marek Żabka miêu tả năm 1992.